# 6763 Kochiny
6763 Kochiny este un asteroid din centura principală, descoperit pe 7 septembrie 1981, de Liudmila Karacikina.